# Околовиці (Сілезьке воєводство)
Околовиці (пол. Okołowice) — село в Польщі, у гміні Конецполь Ченстоховського повіту Сілезького воєводства.
Населення — 344 особи (2011).
У 1975-1998 роках село належало до Ченстоховського воєводства.

## Демографія
Демографічна структура станом на 31 березня 2011 року:
|          | Загалом | Допрацездатний вік | Працездатний вік | Постпрацездатний вік |
| -------- | ------- | ------------------ | ---------------- | -------------------- |
| Чоловіки | 163     | 28                 | 116              | 19                   |
| Жінки    | 181     | 43                 | 88               | 50                   |
| Разом    | 344     | 71                 | 204              | 69                   |